# Leucauge lamperti
Leucauge lamperti este o specie de păianjeni din genul Leucauge, familia Tetragnathidae, descrisă de Strand, 1907.
Este endemică în Sri Lanka. Conform Catalogue of Life specia Leucauge lamperti nu are subspecii cunoscute.